# Vancouver Canucks
Vancouver Canucks este o echipă profesionistă canadiană de hochei pe gheață cu sediul în Vancouver. Aceasta face parte din Divizia Pacific a Conferinței de Vest din NHL și își joacă meciurile de acasă la Rogers Arena. Francesco Aquilini este președintele clubului, iar Patrik Allvin este managerul general.
Canucks s-a alăturat ligii în 1970 ca echipă de expansiune împreună cu Buffalo Sabres. În istoria sa în NHL, echipa a ajuns de trei ori în finala Cupei Stanley, pierzând în fața echipelor New York Islanders în 1982, New York Rangers în 1994 și Boston Bruins în 2011. A câștigat Trofeul Președintelui în două sezoane consecutive, fiind echipa cu cel mai bun palmares al ligii în sezonul regulat, în sezoanele 2010-11 și 2011-12. Au câștigat trei titluri de divizie ca membru al Diviziei Smythe din 1974 până în 1993 și șapte titluri ca membru al Diviziei Nord-Vest din 1998 până în 2013. Canucks, împreună cu Sabres, sunt cele mai vechi două echipe care nu au câștigat niciodată Cupa Stanley.
De-a lungul timpului Canucks a retras tricourile a șase jucători - Pavel Bure (10), Stan Smyl (12), Trevor Linden (16), Markus Naslund (19), Daniel Sedin (22) și Henrik Sedin (33); toți, cu excepția lui Bure și Daniel Sedin, au fost căpitanii echipei. Toți, cu excepția lui Naslund, au făcut parte din una dintre cele trei echipe ale finalei Cupei Stanley.